# Pedro Mario Álvarez
Mario, właśc. Pedro Mario Álvarez Abrante (ur. 2 lutego 1982 w Santa Cruz de Tenerife) – hiszpański piłkarz grający na pozycji środkowego obrońcy. Od 2013 roku jest zawodnikiem klubu Bakı FK.

## Kariera klubowa
Swoją karierę piłkarską Mario rozpoczął w klubie Atlético Madryt. W sezonie 1999/2000 grał w trzecim zespole, a w sezonie 2000/2001 - w drugim zespole Atlético. W 2001 roku został zawodnikiem Realu Valladolid. 4 listopada 2001 zadebiutował w Primera División w wygranym 1:0 domowym meczu z Villarrealem. W 2003 roku został wypożyczony do Barcelony, w której rozegrał jeden ligowy mecz, 3 grudnia 2003 z Málagą CF (1:5). W sezonie 2003/2004 wywalczył z Barceloną wicemistrzostwo kraju. W 2004 roku wrócił do Realu, z którym do 2006 roku grał w Segunda División.
W 2006 roku Mario odszedł do Recreativo Huelva. W Recreativo swój debiut zanotował 27 sierpnia 2006 w zremisowanym 1:1 domowym meczu z RCD Mallorca. W zespole z Huelvy grał przez rok.
W 2007 roku Mario został zawodnikiem Getafe CF. W nowym zespole debiut zaliczył 25 sierpnia 2007 w przegranym 1:4 wyjazdowym spotkaniu z Sevillą. W sezonie 2008/2009 był podstawowym zawodnikiem Getafe, jednak na ogół był rezerwowym w tym klubie. W Getafe grał do końca sezonu 2010/2011.
Latem 2011 roku Mario podpisał kontrakt z Realem Betis. Zadebiutował w nim 27 sierpnia 2011 roku w zwycięskim 1:0 wyjazdowym meczu z Granadą.
| Sezon   | Klub              | Kraj      | Rozgrywki          | Mecze | Bramki |
| ------- | ----------------- | --------- | ------------------ | ----- | ------ |
| 1999/00 | Atlético Madryt C | Hiszpania | Tercera División   | ?     | ?      |
| 2000/01 | Atlético Madryt B | Hiszpania | Segunda División B | 28    | 0      |
| 2001/02 | Real Valladolid   | Hiszpania | Primera División   | 17    | 0      |
| 2002/03 | Real Valladolid   | Hiszpania | Primera División   | 17    | 1      |
| 2003/04 | FC Barcelona      | Hiszpania | Primera División   | 1     | 0      |
| 2004/05 | Real Valladolid   | Hiszpania | Segunda División   | 26    | 0      |
| 2005/06 | Real Valladolid   | Hiszpania | Segunda División   | 30    | 2      |
| 2006/07 | Recreativo Huelva | Hiszpania | Primera División   | 24    | 1      |
| 2007/08 | Getafe CF         | Hiszpania | Primera División   | 15    | 0      |
| 2008/09 | Getafe CF         | Hiszpania | Primera División   | 28    | 0      |
| 2009/10 | Getafe CF         | Hiszpania | Primera División   | 13    | 0      |
| 2010/11 | Getafe CF         | Hiszpania | Primera División   | 3     | 0      |
| 2011/12 | Real Betis        | Hiszpania | Primera División   | 12    | 0      |
| 2012/13 | Real Betis        | Hiszpania | Primera División   | 20    | 1      |

## Kariera reprezentacyjna
W swojej karierze piłkarskiej Mario grał w młodzieżowych reprezentacjach Hiszpanii na różnych szczeblach wiekowych. W 1999 roku reprezentował Hiszpanię na Mistrzostwach Europy U-16. Hiszpania wywalczyła wówczas mistrzostwo Europy.